# دهستان هیچان
دهستان هیچان نام دهستانی در بخش مرکزی شهرستان نیک‌شهر، استان سیستان و بلوچستان در ایران است. براساس سرشماری مرکز آمار ایران در سال ۱۳۸۵، جمعیت آن ۱۰۱۵۵ نفر (۲۱۱۱ خانوار) بوده‌است.